# Bloque Roji-Verde

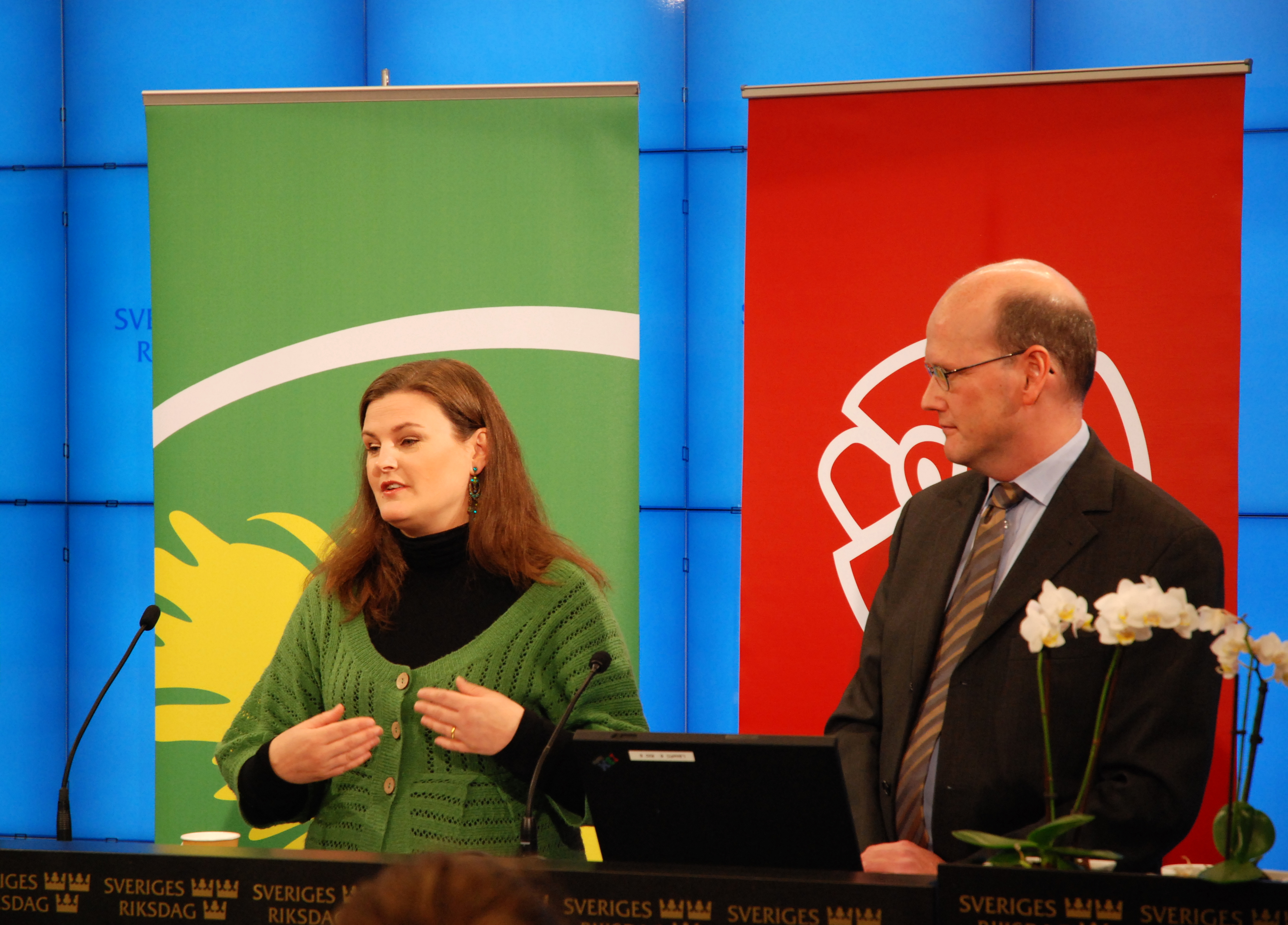
Mikaela Valtersson (Verde) y Thomas Östros (Socialdemócrata) en la presentación pública en 2009. El Partido de la Izquierda todavía no formaba parte de la Coalición.

Los Roji-Verdes o Bloque Roji-Verde (sueco: De rödgröna o Röd-gröna blocket) es el nombre de una coalición de los partidos políticos de centro-izquierda de Suecia, lanzada públicamente el 7 de diciembre de 2008, en gran medida en imitación de la Coalición Rojo-Verde de Noruega.  Se trata de los tres partidos en el Riksdag (Parlamento de Suecia), sentados en la oposición al gobierno de la coalición de la Alianza por Suecia. Los partidos, se enfrentaron por separado en las Elecciones generales de Suecia de 2010, pero habiendo llegado a un acuerdo sobre las áreas importantes de la política antes de las elecciones. Las partes tenían como objetivo formar un gobierno de coalición si hubieran tenido posibilidad de ello.

## Partidos

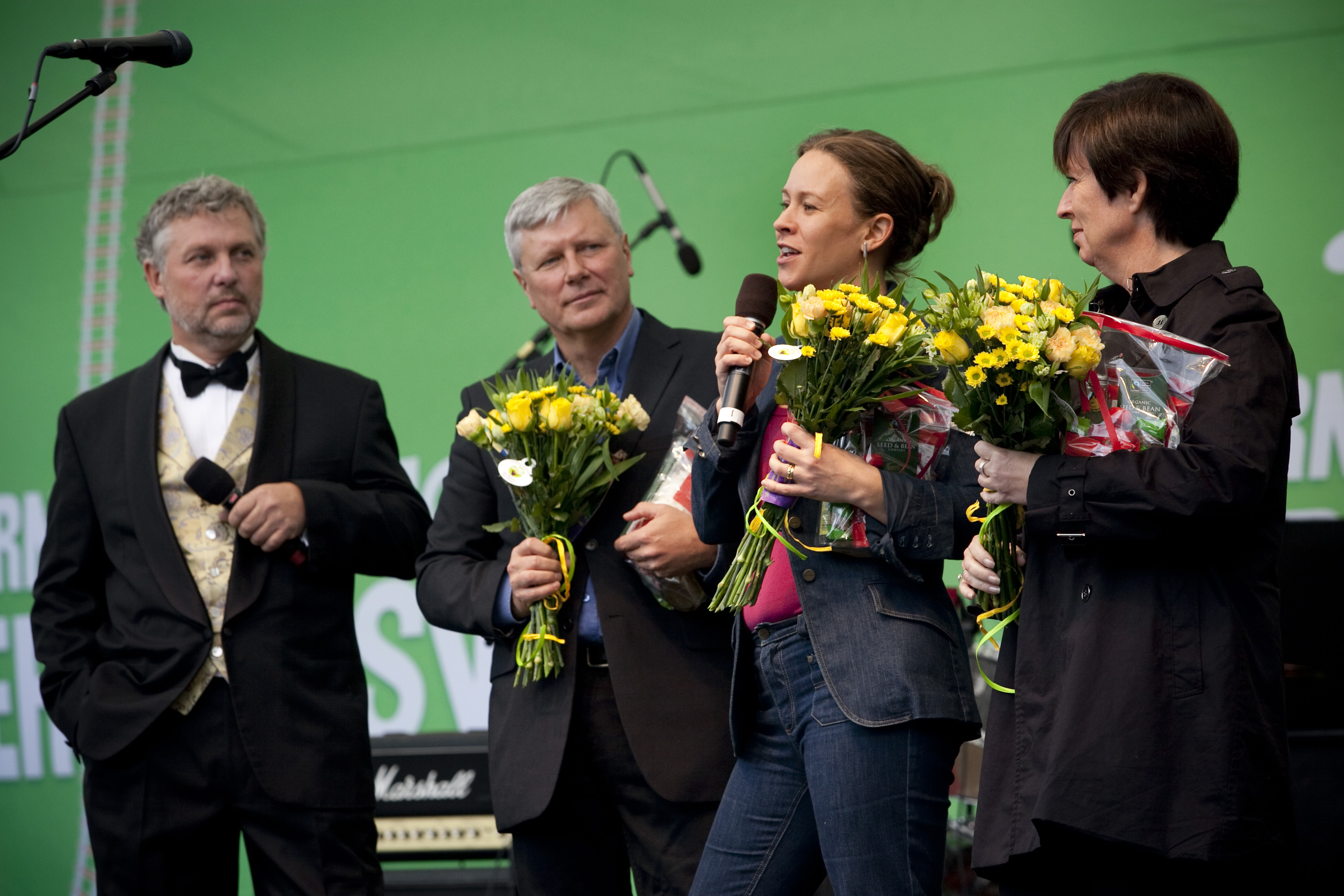

La coalición incorpora a tres partidos:
- Los Socialdemócratas liderados por Mona Sahlin, con 112 de 349 escaños en el Riksdag.
- Los Verdes representados por sus portavoces Peter Eriksson y Maria Wetterstrand, con 25 de 349 escaños en el Riksdag.
- El Partido de la Izquierda dirigido por Lars Ohly, con 19 de 349 escaños en el Riksdag.

## Antecedentes
Los Roji-Verdes han tomado ejemplo de la Alianza por Suecia, la coalición de los cuatro partidos de centro-derecha que se considera que ha contribuido al éxito de estos partidos en las Elecciones generales de Suecia de 2006. La coalición representa una significativa evolución de los socialdemócratas, sobre todo en la dirección del partido ya se habían mostrado escépticos acerca de estar demasiado cerca de una cooperación con el Partido de la Izquierda, que fue oficialmente comunista hasta 1990. El gobierno socialdemócrata en minoría liderado por Göran Persson hasta las elecciones de 2006 tuvo una cooperación mucho más estrecha con el Partido Verde que con el Partido de la Izquierda.
En octubre de 2008 se anunció una cooperación más profunda entre los socialdemócratas y el Partido Verde, y fue presentado un presupuesto «en la sombra» común para el año 2009. En diciembre de 2008, el Partido de Izquierda se incluyó en la coalición y los Roji-Verdes se pusieron en marcha oficialmente.